# Chirfa

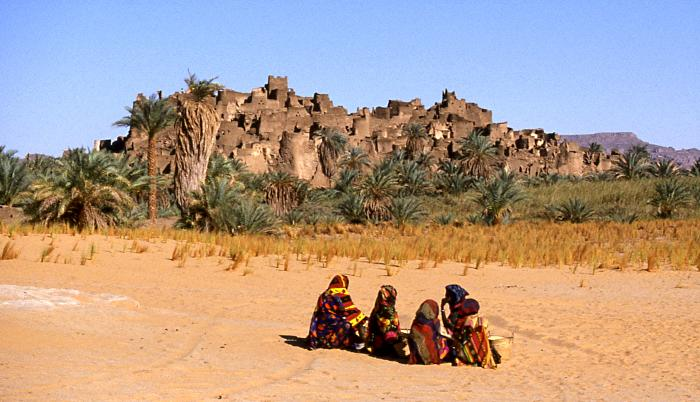
Ruinenstadt Djado nördlich der Oase Chirfa

Chirfa ist eine Oase und der Hauptort der Landgemeinde Djado in Niger.

## Geographie
Die kleine Oase liegt an der Piste von Bilma nach Djanet in Algerien beziehungsweise an der historischen Bornustraße. Sie ist ein Ausgangspunkt zur Ergründung des Plateaus von Djado mit der gleichnamigen Ruinenstadt. Östlich des Verlaufs der Pistenstrecke nach Norden befindet sich der Enneri Blaka, ein Taleinschnitt des Plateaus. Das Dorf besteht aus von Gärten umgebenen Lehmziegelhäusern. In Chirfa wurden die Schlangenart Wüsten-Hornviper (Cerastes cerastes) gesichtet.

## Geschichte
Chirfa ist ein archäologischer Fundplatz der altsteinzeitlichen Atérien-Kultur. Bedeutend sind die in dieser Umgebung zahlreich anzutreffenden Felsbilder und prähistorischen Fundstücke. Felsformationen wie das „U-Boot“, Höhlen und Felsbrücken boten schon in prähistorischer Zeit Schutz.
In Chirfa gibt es ansehnliche Reste eines Forts aus der französischen Kolonialzeit. Diese um 1913 errichtete Befestigung namens Fort Pacot wurde nach einem 1906 bei der Wasserstelle Orida unweit von Chirfa bei einem Kampf mit Einheimischen getöteten französischen Feldwebel benannt. Die Anlage wurde schon 1914 verlassen und nach dem Ersten Weltkrieg erneut von einer französischen Garnison besetzt.
In den Jahren 1983 und 1984 führte die Rallye Dakar über Chirfa.

## Bevölkerung
Chirfa hatte 260 Einwohner bei der Volkszählung 1988, 208 Einwohner bei der Volkszählung 2001 und 288 Einwohner bei der Volkszählung 2012.
In der Siedlung leben Angehörige der Volksgruppe der Tubu.

## Wirtschaft und Infrastruktur
Es gibt eine kleine Schule im Ort. Das nigrische Unterrichtsministerium richtete 1996 gemeinsam mit dem Welternährungsprogramm der Vereinten Nationen zahlreiche Schulkantinen in von Ernährungsunsicherheit betroffenen Zonen ein, darunter eine für Nomadenkinder in Chirfa. Mit einem Centre de Santé Intégré (CSI) ist ein Gesundheitszentrum vorhanden.